# قروفوسات
القروفوسات (الاسم العلمي: Corophiidira) هي رتبة صغيرة من من القشريات البحرية مزدوجة الأرجل تتبع دون رتبة القروفوناوات.

## التصنيف
تضم المجموعة ست فصائل مصنفة ضمن أربع فوق فصائل.
- رتيبة القروفونيات
  - دون رتبة القروفوناوات
    - الرتبة الصغيرة القروفوسات
      - فوق فصيلة القروفينات
        - فصيلة القروفات
          - أسرة القروفاوات
            - قبيلة القروفاوية
              - جنس القروف

        - فصيلة الAmpithoidae Boeck, 1871

      - فوق فصيلة Aoroidea Stebbing, 1899
        - فصيلة الAoridae Stebbing, 1899
        - فصيلة الUnciolidae Myers & Lowry, 2003

      - فوق فصيلة Cheluroidea Allman, 1847
        - فصيلة الCheluridae Allman, 1847

      - فوق فصيلة Chevalioidea Myers & Lowry, 2003
        - فصيلة الChevaliidae Myers & Lowry, 2003